# آچد (کاریکاتوریست)
آچد با نام مستعار هروه دارمنتون (فرانسوی: Hervé Darmenton ;[daʁmɑ̃tɔ̃]؛ زاده ۳۰ ژوئیه ۱۹۶۱) نویسنده و کاریکاتوریست داستان‌های مصور است. وی از سال ۲۰۰۳ میلادی پس از مرگ موریس، طراحی تصاویر کمیک بوک‌های لوک خوش شانس را بر عهده گرفت.